# Costruttivismo (psicologia)
In psicologia e in psicologia clinica il costruttivismo è un approccio derivante da una concezione della conoscenza come costruzione dell'esperienza personale anziché come rispecchiamento o rappresentazione di una realtà indipendente.

## Le origini
L'iniziatore del costruttivismo può essere considerato lo psicologo statunitense George A. Kelly che già negli anni cinquanta (con il suo The Psychology of Personal Constructs, del 1955) precorse gli sviluppi epistemologici e metateorici della più recente scienza cognitiva, detta "di secondo ordine".
Non si tratta però di un movimento completamente nuovo, in quanto le prime concezioni costruttiviste risalgono al filosofo Giambattista Vico (1668-1744), il quale diceva: "Il vero è identico al fatto", o anche "... la verità umana è ciò che l'uomo conosce costruendolo con le sue azioni, e formandolo attraverso di esse".
Oltre al citato Kelly, possono essere considerati padri “moderni” del costruttivismo George Herbert Mead, Jean Piaget, Humberto Maturana, Ernst von Glasersfeld, Francisco Varela, Kurt Lewin, Heinz von Foerster, Niklas Luhmann, Paul Watzlawick, Lev Vygotskij, Gregory Bateson e Ludwig Wittgenstein.

## I concetti di base
Nell'ambito della matrice epistemologica costruttivista, viene messa in discussione la possibilità di una conoscenza "oggettiva", in quanto sapere totale che rappresenti, in modo fedele, un ordine esterno indipendente dall'osservatore; la stessa osservazione diretta dei fenomeni non è più considerata fonte privilegiata di conoscenza obiettiva.
"Tutto ciò che è detto è detto da un osservatore ad un altro osservatore, che può essere sé stesso".
Quest'affermazione di Humberto Maturana ben riflette i cambiamenti avvenuti nel campo dell'epistemologia moderna da Karl Popper in poi. Non esistono fatti "nudi", ovvero al di fuori delle teorie. Al contrario, ogni osservazione, è ritenuta possibile solo alla luce di teorie, e nessuna conoscenza è data dall'ambiente, ma è sempre sviluppo di una conoscenza precedente.
L'approccio si dice costruttivista in quanto tiene in considerazione il punto di vista di chi osserva, di chi esamina; esso considera il sapere come qualcosa che non può essere ricevuto in modo passivo (come affezione del mondo esterno) dal soggetto, ma che risulta dalla relazione fra un soggetto attivo e la realtà. La realtà, in quanto oggetto della nostra conoscenza, sarebbe dunque creata dal nostro continuo "fare esperienza" di essa. 
La determiniamo dal modo, dai mezzi, dalla nostra disposizione nell'osservarla, conoscerla e comunicarla. Si forma nei processi d'interazione ed attraverso l'attribuzione di significati alla nostra esperienza. In questi processi il linguaggio ha certamente un ruolo fondamentale. La "costruzione" si poggia quindi su mappe cognitive che servono agli individui per orientarsi e costruire le proprie interpretazioni.

In sostanza ciascun individuo costruisce una sua "mappa di significati" personali, che gli consentano di vivere in quello che ciascuno sperimenta come il suo mondo. D'altra parte appare fondamentale, in questo processo di costruzione, il mondo sociale nel quale il soggetto è inserito, e del quale egli condivide i significati. Anche l'azione e l'intervento sulla realtà hanno spesso carattere sociale, sia in quanto avvengono attraverso o all'interno di gruppi, sia in quanto avvengono attraverso la mediazione del linguaggio (Jean Piaget; Lev Vygotskij). L'ambiente in quest'ottica cessa d'essere luogo denso di "informazioni" precostituite all'esterno, da "trarre" o "raccogliere", per divenire luogo di esperienza, che offre diverse possibilità ed opportunità di costruire informazioni e conoscenze. Nella prospettiva di Niklas Luhmann l'informazione è il risultato dell'elaborazione da parte del sistema (ad esempio il sistema psichico) delle sollecitazioni provenienti dall'ambiente.

### Conseguenze dell'approccio costruttivista
Le prime dirette conseguenze riguardano l'impossibilità di una distinzione netta tra colui che osserva e chi è osservato, perché entrambi si definiscono come tali attraverso la reciproca interazione. Ciò che viene osservato non sono cose, proprietà o relazioni di un mondo che esiste indipendentemente dall'osservatore, bensì delle distinzioni effettuate dall'osservatore stesso, in seguito alla propria attività nell'ambiente.
Spesso, questo approccio che si contrappone certamente ad una visione positivistica della scienza, viene considerato come una minaccia per la razionalità e per la scienza intesa come visione "unica" della realtà e della verità. Ma, come si è già affermato, può essere considerato congruente con i più recenti sviluppi dell'epistemologia, anche di quelli solitamente accettati dagli stessi scienziati naturali.

## Il costruttivismo psicologico
George A. Kelly (1905-1967) ha il merito di aver sviluppato una teoria psicologica in grado di conciliare le tesi del costruttivismo con la possibilità di conoscere il mondo reale e migliorare tale conoscenza. Egli suppone che le attività di una persona siano psicologicamente canalizzate dai modi in cui essa anticipa gli eventi, e queste anticipazioni, che Kelly chiama "costrutti", sono verificate attraverso un comportamento in grado di validarle o invalidarle.
Conseguenza di maggior spessore di questo presupposto è l'assimilazione di tutta l'attività psicologica ad un particolare tipo di processo di apprendimento e crescita della conoscenza.
Da questi presupposti, e dalla concezione (condivisa con il modello costruttivista) di sapere/conoscenza come costruzione soggettiva, si elabora la psicologia dei costrutti personali, il cui scopo è arrivare a conoscere il significato e il valore che le persone attribuiscono alla propria esperienza, e le modalità con cui sviluppano le loro conoscenze e le utilizzano nelle esperienze successive, anticipandone i fatti.
Per anticipare eventi in modo più utile, ogni persona sviluppa, con caratteristiche particolari, un sistema costruttivo che comporta relazioni ordinali tra i costrutti (corollario dell'organizzazione). Questo significa che i costrutti sono ordinati gerarchicamente: si collocano al vertice quelli che si riferiscono a dimensioni più centrali e nucleari e che rispondono ai "perché" fondamentali per la propria esistenza. Si collocano in posizione periferica quelli che si riferiscono a dimensioni concrete e che rappresentano la "manifestazione visibile" dei propri perché.
Funzione fondamentale di ogni sistema individuale di conoscenza (sistema di significati soggettivi) è quindi considerata la capacità di costruire previsioni rispetto a ciò che potrà accadere, in modo da programmare adeguatamente le proprie azioni in funzione degli scopi attivati in ogni specifico momento. Le previsioni costruite possono essere più o meno vere rispetto alla realtà ontologica, ma ciò che più ha importanza è che rappresentino modelli utili per orientarsi e muoversi all'interno del proprio mondo.
L'invalidazione di una previsione rappresenta la possibilità per il sistema di arricchirsi di nuove informazioni, articolando e rendendo più complesso il nostro modello rappresentativo del mondo. È però importante che l'invalidazione sia riconosciuta ed accolta come tale, ciò implica che il sistema deve essere in grado di adattare le proprie strutture conoscitive ai nuovi dati. La crescita della conoscenza è perciò data dalla capacità del sistema conoscitivo di riconoscere il nuovo, adattare il sistema, e costruire su questo nuove strutture di previsione. L'esperienza sarebbe dunque un complesso processo di costruzioni di aspettative, di loro invalidazioni, e nuove costruzioni.
L'apprendimento deriva dall'invalidazione di un'aspettativa, e dalla possibilità per il sistema di compiere nuove costruzioni. Obiettivo principale di tale psicologia è una maggiore conoscenza (ad opera del soggetto stesso) degli schemi prevalenti nel proprio sistema di conoscenze, della loro influenza sul proprio comportamento, e dei processi di costruzione dei significati, al fine di ottenere un maggior controllo sugli eventi personali attraverso l'evoluzione sperimentale di un efficace sistema di previsione. Si noti come qui i dati osservativi non costituiscono più la base di costruzioni teoriche, piuttosto rappresentano "controlli" sperimentali, verifiche di ipotesi.
Si tratta di una teoria completa e formale, un atto di costruzione spiegato dalla teoria stessa. È perciò riflessiva, e nella persona che tale teoria modella si può ritrovare chiunque. È formulata in termini astratti, per evitare il più possibile di essere legata ad un periodo e/o una particolare cultura.
Formalmente, la psicologia dei costrutti personali si articola e definisce in un postulato fondamentale e undici corollari. Il postulato fondamentale recita: "I processi di una persona sono psicologicamente canalizzati dai modi in cui essa anticipa gli eventi". Questo racchiude parecchie implicazioni: non si reagisce al passato, ma ci si estende verso il futuro; si appura il senso trovato nel mondo guardando quanto quel senso ci permette di "anticiparlo"; e la personalità è il modo in cui si costruisce senso e significato al mondo.
Secondo Kelly, l'attività primaria del soggetto è un continuo lavoro psichico per comprendere la sua natura e quella del mondo, e verificare costantemente quanto tale comprensione la guidi e le consenta di anticipare il suo futuro a breve e lungo termine. In linea con la metafora dell'uomo scienziato, Kelly sostiene che ciascuno ha la propria visione del mondo (la teoria), le proprie aspettative rispetto a ciò che accadrà in determinate situazioni (ipotesi), e che il comportamento è un continuo esperimento dotato di significato, che può cambiare, venire elaborato, ed è socialmente negoziato.

## Personalità e schemi
Da un punto di vista costruttivista, per Personalità si intende un insieme di processi auto-organizzati, relativi ai significati propri ad una situazione.
"Le inferenze che lo psicologo trae sulla personalità di qualcuno, sono il prodotto di un processo socialmente e culturalmente mediato, tramite il quale egli assume il ruolo di osservatore, applicando un particolare insieme di significati condivisi. Vale a dire un linguaggio teorico predisposto per la categorizzazione, interpretazione o spiegazione di informazioni desunte dal comportamento o da altri indicatori psicologici".
Si tratta di schematizzazioni basate su astrazioni categoriali (effettuate a scopi valutativi e diagnostici), che rendono possibile attribuire un certo numero di caratteristiche psicologiche ad individui accomunabili per qualche aspetto distintivo. in termini tecnici, si dice che sono "strutture organizzative che preordinano il processo di attribuzione".
È importante sottolineare che tali "schemi" dipendono dal tipo di relazione che si stabilisce tra osservatore ed osservato, dalle loro reciproche attribuzioni e dagli scopi che guidano l'interazione stessa. Caratteristica importante è la loro valenza anticipatoria, in grado di condizionare anche le valutazioni successive.
Il processo cognitivo di categorizzazione svolto dagli Schemi, se da un lato fornisce proprietà e funzioni utili nel costruire la rappresentazione dell'altro, dall'altro non è esente da errori (li implica) e deformazioni, che risultano ancor più gravi se si considera che la categorizzazione di particolari comportamenti, sentimenti ed emozioni, non ha possibilità di un feedback correttivo. È stata dimostrata infatti la tendenza a confermare le impressioni e i giudizi di personalità, più che a falsificarli (effetto Forer).
Ad esempio, l'assegnazione categoriale può svilupparsi scorrettamente (in termini tecnici, utilizzare una classe psicologicamente non pertinente), magari per una limitatezza della categoria usata, attribuendo così un significato inadatto alla situazione. In ambito psicologico, inoltre, la limitatezza categoriale può essere occultata dal lessico professionale.
Come già detto infatti, i contenuti delle categorie che permettono di attribuire determinate caratteristiche ad una persona, sono il risultato di uno "schema attributivo", che può venire condizionato dal sistema di conoscenze posseduto (che fornisce anche prototipi, mezzi linguistici e concettuali), e dal come siamo soliti trattare l'informazione. 
Frequenti imprecisioni favorite dalla categorizzazione sono l'"errore inferenziale" e la cosiddetta "letteralizzazione".
L'errore inferenziale dà luogo alla costruzione di falsi nessi di causalità, nonostante il fatto che tra asserti descrittivi (dotati di significato soggettivo, più che di consistenza empirica) non sia possibile stabilire rapporti di causa-effetto.
Lo stesso termine "personalità", è generalmente pensato come un insieme di tratti, dinamismi, proprietà individuali, sintomi che sono indicati da specifiche etichette linguistiche, e che si generano con il loro uso. Tali rappresentazioni rischiano di divenire così pervasive che arrivano a "costruire" una realtà; così tali "etichette" finiscono per diventare più che semplici descrizioni di comportamento, assegnando forma agli eventi psicologici.
"Il linguaggio con le sue regole costruisce la percezione, modellando le attribuzioni e l'esperienza psicologica".
In breve, secondo i costruttivisti quando parliamo della personalità di qualcuno, ciò che attribuiamo all'altro non è che il risultato di una narrazione, che, attraverso il linguaggio (quotidiano o specialistico che sia), le impongono dei significati precostituiti.

## I precursori
- Alfred Adler
- Jean Piaget
- George Kelly

## Gli esponenti principali
- Ernst von Glasersfeld
- Heinz von Foerster
- Paul Watzlawick
- Humberto Maturana, applica l'approccio costruttivista ai sistemi viventi
- Francisco Varela allievo di Maturana
- Niklas Luhmann, applica l'approccio costruttivista ai sistemi sociali